# Lover Fest
Lover Fest – szósta trasa koncertowa amerykańskiej piosenkarki i autorki tekstów Taylor Swift w ramach promocji jej siódmego albumu studyjnego, Lover (2019), która miała rozpocząć się 20 czerwca 2020 roku w Werchter w Belgii, natomiast zakończyć się 1 sierpnia 2020 w Foxborough w Massachusetts. Wszystkie koncerty zostały odwołane z powodu globalnej pandemii COVID-19.

## Lista koncertów
| Data               | Miejscowość | Państwo           | Obiekt                        | Support | Frekwencja | Dochód (USD) |
| Europa             | Europa      | Europa            | Europa                        | Europa  | Europa     | Europa       |
| ------------------ | ----------- | ----------------- | ----------------------------- | ------- | ---------- | ------------ |
| 20 czerwca 2020    | Werchter    | Belgia            | Werchter Festivalpark         | N/A     | N/A        | N/A          |
| 24 czerwca 2020    | Berlin      | Niemcy            | Waldbühne                     | TBA     | TBA        | TBA          |
| 26 czerwca 2020    | Oslo        | Norwegia          | Bjølsenfeltet                 | N/A     | N/A        | N/A          |
| 28 czerwca 2020    | Pilton      | Anglia            | Worthy Farm                   | N/A     | N/A        | N/A          |
| 1 lipca 2020       | Roskilde    | Dania             | Festivalpladsen               | N/A     | N/A        | N/A          |
| 3 lipca 2020       | Gdynia      | Polska            | Port lotniczy Gdynia-Kosakowo | N/A     | N/A        | N/A          |
| 5 lipca 2020       | Nîmes       | Francja           | Amfiteatr w Nîmes             | N/A     | N/A        | N/A          |
| 8 lipca 2020       | Madryt      | Hiszpania         | Valdebebas                    | N/A     | N/A        | N/A          |
| 9 lipca 2020       | Lizbona     | Portugalia        | Passeio Marítimo de Algés     | N/A     | N/A        | N/A          |
| 11 lipca 2020      | Londyn      | Anglia            | Hyde Park                     | N/A     | N/A        | N/A          |
| Ameryka Południowa |             |                   |                               |         |            |              |
| 18 lipca 2020      | São Paulo   | Brazylia          | Allianz Parque                | TBA     | TBA        | TBA          |
| 19 lipca 2020      | São Paulo   | Brazylia          | Allianz Parque                | TBA     | TBA        | TBA          |
| Ameryka Północna   |             |                   |                               |         |            |              |
| 25 lipca 2020      | Inglewood   | Stany Zjednoczone | SoFi Stadium                  | TBA     | TBA        | TBA          |
| 26 lipca 2020      | Inglewood   | Stany Zjednoczone | SoFi Stadium                  | TBA     | TBA        | TBA          |
| 31 lipca 2020      | Foxborough  | Stany Zjednoczone | Gillette Stadium              | TBA     | TBA        | TBA          |
| 1 sierpnia 2020    | Foxborough  | Stany Zjednoczone | Gillette Stadium              | TBA     | TBA        | TBA          |
| Całość             | Całość      | Całość            | Całość                        | Całość  | TBA        | TBA          |